# Les affaires sont les affaires (film, 1942)
Pour les articles homonymes, voir Les affaires sont les affaires.
Pour plus de détails, voir Fiche technique et Distribution.
Les affaires sont les affaires est un film français réalisé par Jean Dréville en 1942. Il s'agit d'une adaptation de la pièce de théâtre Les affaires sont les affaires d'Octave Mirbeau.

## Synopsis

### Introduction
Au cours d’une fin de semaine passée dans son château du Perche, le richissime parvenu Isidore Lechat, qui dispose d'un grand quotidien indispensable à ses affaires, en traite deux qui sont susceptibles de renforcer encore sa puissance financière et sa surface sociale : d’un côté, il reçoit, de deux ingénieurs électriciens, Gruggh et Phinck, qui ont besoin d’un financeur, des propositions d’exploitation d’une chute d’eau riche de potentialités de profits, et il parvient à leur imposer sa loi ; de l’autre, il envisage de marier sa fille Germaine au fils d’un noble décavé, le marquis de Porcellet, son voisin, qu'il tient à sa merci, mais ce projet se heurte à la résistance de la jeune femme. Révoltée, intellectuellement et sexuellement émancipée, Germaine juge son père, souffre de la misère engendrée par ses vols, et choisit la liberté : préférant la misère à un luxe homicide, elle part avec son amant, le chimiste Lucien Garraud, employé de son père, et elle se vante de l'avoir choisi, ce qui a profondément choqué les critiques de l’époque : à leurs yeux, elle n’était qu’une fille dénaturée !

### La puissance de l’argent
Le personnage central, Isidore Lechat, au patronyme symptomatique, est un brasseur d’affaires et un prédateur sans scrupules, produit d’une époque de bouleversements économiques et d’expansion mondiale du capital. Il fait argent de tout et constitue une puissance économique et médiatique annonçant les affairistes de l’avenir : il tient la dragée haute aux gouvernements et au haut État-Major, et il peut même s'acheter à bon compte la complicité de l'Église catholique. En tant que symbole d'un système économique où les faibles sont impitoyablement écrasés par le talon de fer des riches, il est odieux et répugnant. Mais il n'en possède pas moins des qualités exceptionnelles, une intuition, une lucidité en affaires et une force d'âme, qui peuvent susciter l'admiration des spectateurs, notamment dans les deux scènes avec Phinck et Gruggh, petits escrocs sans envergure. Et Mirbeau, qui refuse tout manichéisme, reconnaît que ce prédateur, idéaliste à sa façon, est tourné vers l'avenir et n'en contribue pas moins au développement des forces productives, alors que le marquis de Porcellet représente une classe parasitaire engluée dans des traditions surannées, et qui tente dérisoirement de justifier son prestige terni au nom d'un honneur qui n'est qu'hypocrisie.
Comme le signifie le titre, devenu proverbial, l’argent exclut la pitié, le sentiment et la morale, et se suffit à lui-même. Dans un monde où triomphe le mercantilisme et où tout est à vendre et a une valeur marchande, sa puissance dévastatrice contribue à tout corrompre : les intelligences aussi bien que les cœurs et les institutions. Les affaires, qui permettent à des aventuriers sans foi ni loi, tel Isidore Lechat, d’accumuler, en toute impunité, des millions volés sur le dos des plus faibles et des plus pauvres, ne sont jamais que du gangstérisme légalisé. La démystification n’a rien perdu de sa force ni de son actualité, comme l'ont révélé les 400 représentations lors de la reprise de la pièce en 1994-1995 : nombre de spectateurs croyaient y voir des allusions à l'actualité immédiate !

### L’amour et la mort
Mais la libido dominandi d’Isidore Lechat se révèle impuissante face à la mort — son fils bien-aimé, Xavier, pourri par l’argent paternel, dans une chute de cheval lors d'une chasse à courre — et face à l’amour, qui pousse sa fille Germaine à refuser le « beau » mariage qu’il lui a concocté.
Néanmoins, au dénouement — souvent qualifié de shakespearien —, le père accablé et humilié, qui croyait avoir « tout perdu », parvient à se ressaisir pour conclure brillamment une affaire en cours et écraser les deux ingénieurs qui entendaient mettre à profit sa douleur pour l’escroquer : les affaires sont décidément les affaires...

## Fiche technique
- Titre : Les affaires sont les affaires
- Réalisateur : Jean Dréville
- Assistants réalisateurs : René Delacroix et Charles Degrenier
- Adaptation et dialogues : Léopold Marchand (non crédité), d'après la pièce de théâtre Les affaires sont les affaires d'Octave Mirbeau
- Photographie : Nicolas Bourgassoff (crédité Bourgassoff)
- Montage : André Versein
- Musique : Henri Verdun
- Décors : René Renoux et (non crédité) Henri Ménessier
- Directeur de production : Edmond Pingrin
- Société de production : Les Moulins d'or
- Pays de production :  France
- Format :  Noir et blanc - 1,37:1 - 35 mm - son mono
- Genre : Film dramatique
- Durée :  82 min
- Date de sortie : 
  - France : 10 septembre 1942

## Distribution
(dans l'ordre d'apparition au générique)
- Charles Vanel : Isidore Lechat
- Aimé Clariond : Le marquis de Porcellet
- Jacques Baumer : Grugh
- Robert Le Vigan : Phinck
- Germaine Charley : Madame Lechat
- Jean Debucourt : Le vicomte de la Fontenelle
- Jean Paqui : Xavier Lechat
- Lucien Nat : Lucien Garraud
- Henri Nassiet (crédité Nassiet) : Dauphin
- Hubert de Malet : Melchior de Porcellet
- Jacques François
- Marcel Pérès : Jules
- Henri Delivry : Le maître d'hôtel
- Victor Launay
- Renée Devillers : Germaine Lechat

Et, non crédités : 
- Solange Varenne : La standardiste
- Hélène Dartigue : La bonne
- Jacques Dubois
- Marcel Loche